# 금성중학교 (경북)
금성중학교(金城中學校)는 대한민국 경상북도 의성군 금성면 탑리리에 있는 공립 중학교이다.

## 학교 연혁
- 1946년 4월 28일 : 금성고등공민학교 설립 인가
- 1946년 5월 25일 : 금성고등공민학교 개교
- 1951년 11월 29일 : 금성중학교 설립 인가
- 1951년 12월 3일 : 초대 이한 교장 취임
- 1954년 6월 12일 : 금성농업고등학교 개교
- 1973년 3월 1일 : 금성고등학교로 교명 변경
- 2001년 7월 31일 : 금성고등학교 남녀공학 인가
- 2021년 9월 1일 : 중학교 제32대 권용직 교장 취임
- 2024년 2월 6일 : 금성중학교 제73회 졸업식(졸업생 8명, 총 7,372명)
- 2024년 2월 6일 : 금성고등학교 제66회 졸업식(졸업생 10명, 총 2,969명)
- 2024년 3월 4일 : 2024년 입학식(중학교 7명 입학)
- 2024년 3월 4일 : 2024년 입학식(고등학교 19명 입학)

## 참고 자료
- 금성중학교 - 한국교육학술정보원 학교알리미